# Jonstorps distrikt
Jonstorps distrikt är ett distrikt i Höganäs kommun och Skåne län. 
Distriktet ligger öster om Höganäs. 

## Tidigare administrativ tillhörighet
Distriktet inrättades 2016 och utgörs av socknen Jonstorp i Höganäs kommun.
Området motsvarar den omfattning Jonstorps församling hade 1999/2000.